# Porto de Vigo
O porto de Vigo está situado na margem meridional da Ria de Vigo. Conta com umas excelentes condições naturais para o tráfego marítimo e um porto consideravelmente maior que o porto de Leixões sendo por isso mais frequente a sua frequência.